# Långgrund (vid Nedsjö, Kristinestad)
Långgrund är en ö i Finland. Den ligger i Bottenhavet och i kommunen Kristinestad i den ekonomiska regionen  Sydösterbotten i landskapet Österbotten, i den västra delen av landet. Ön ligger omkring 89 kilometer söder om Vasa och omkring 310 kilometer nordväst om Helsingfors.
Öns area är 30,2 hektar och dess största längd är 1,4 kilometer i nord-sydlig riktning. I omgivningarna runt Långgrund växer i huvudsak blandskog.